# Tolšma
La Tolšma (in russo Толшма?) è un fiume della Russia europea settentrionale, affluente di destra della Suchona. Scorre nel Soligaličskij rajon dell'Oblast' di Kostroma e nel Totemskij rajon dell'Oblast' di Vologda.
La sorgente del fiume si trova nelle paludi vicino al villaggio di Chomutino (distretto di Soligaličskij). Nella parte superiore scorre attraverso una remota area forestale, nella parte centrale le aree forestali si alternano a quelle prative. La velocità della corrente è bassa, la larghezza è di 20-40 metri. Sfocia nella Suchona a 331 km dalla foce, vicino al villaggio di Krasnoe. Ha una lunghezza di 157 km, il suo bacino è di 1 540 km².